# Пача Камак
Па́ча Ка́мак (кечуа Pacha Kamaq, букв. «Творец Вселенной») — божество, которому поклонялись в городе Пачакамак (древнее государство Ичма). Альтернативные имена: Pacharuraq, Pachirisu.
Считалось, что Пача Камак создал первого мужчину и первую женщину, но забыл дать им питание, и мужчина умер. Женщина прокляла Пача Камака, обвинив его в небрежности, и Пача Камак оплодотворил её. Позднее он убил её сына и разрубил его тело на куски, каждый из которых стал съедобным плодом или растением. Второй сын женщины, Уичама, бежал, и Пача Камак убил женщину. Уичама захотел отомстить ему и загнал его в океан.
После завоевания государства ичама инками последние приняли и культ Пача Камака. В поздней инкской мифологии Пача Камак считался сыном Инти и Мама Кильа, а также мужем Мама Пача. Хотя город Пачакамак в разное время принадлежал государствам Уари, Пачакамакской империи, Чанкайскому государству, Чимору и Ичма, но лишь последние почитали Пача Камака.
В позднейшие времена, когда в религии инков стали проявляться монотеистические тенденции, Пача Камак начал сближаться с Виракочей.

### Статьи
- Куприенко C. А., Ракуц Н. В. К вопросу о реформировании культа и храмового хозяйства в инкской империи (Перу, XV в.) // Латинская Америка : журнал. — М., 2013. — Вып. 4. — С. 72-82. — ISSN 0044-748X.
- Lanning, Edward P., Peru before the Incas